# NGC 7295
NGC 7295 (другие обозначения — NGC 7296, OCL 228) — рассеянное скопление в созвездии Ящерица.
Он был обнаружен Уильямом Гершелем 14 октября 1787 года. Джон Гершель наблюдал его 8 ноября 1831 года, но ошибся в 30- минутной позиции дуги и внёс в каталог как недавно открытый объект. Однако в своем письме 1833 года он отметил, что это может быть тот же объект, который ранее наблюдал его отец Уильям. Джон Дрейер в своем «Новом общем каталоге» каталогизировал оба этих наблюдения как NGC 7296 и NGC 7295.
Этот объект занесён в новый общий каталог несколько раз, с обозначениями NGC 7295, NGC 7296.
Этот объект входит в число перечисленных в оригинальной редакции «Нового общего каталога».